# Città di San Marino
Città di San Marino (per sineddoche nota anche come San Marino, e localmente, per antonomasia, Città; San Marèin, San Maroin o Sitê in romagnolo nella variante sammarinese) è la capitale della Repubblica di San Marino. È situata sul monte Titano.
È il terzo centro abitato più popoloso del Paese (dopo Borgo Maggiore e Dogana, curazia di Serravalle) nonché il capoluogo del castello omonimo (4 054 abitanti con un'estensione di 7,09 km²), che comprende anche alcune «curazie» (frazioni) tra cui Murata.

## Geografia fisica
Il territorio del castello confina con i castelli di Acquaviva, Borgo Maggiore, Fiorentino e Chiesanuova e con il comune italiano di San Leo.

### Clima
| Città di San Marino | Mesi | Mesi | Mesi | Mesi | Mesi | Mesi | Mesi | Mesi | Mesi | Mesi | Mesi | Mesi | Stagioni | Stagioni | Stagioni | Stagioni | Anno |
| Città di San Marino | Gen  | Feb  | Mar  | Apr  | Mag  | Giu  | Lug  | Ago  | Set  | Ott  | Nov  | Dic  | Inv      | Pri      | Est      | Aut      | Anno |
| ------------------- | ---- | ---- | ---- | ---- | ---- | ---- | ---- | ---- | ---- | ---- | ---- | ---- | -------- | -------- | -------- | -------- | ---- |
| T. max. media (°C)  | 5,3  | 7,1  | 9,7  | 14,1 | 19,1 | 23,0 | 26,0 | 25,9 | 21,9 | 16,2 | 10,9 | 7,1  | 6,5      | 14,3     | 25,0     | 16,3     | 15,5 |
| T. min. media (°C)  | 0,1  | 1,3  | 3,1  | 6,1  | 10,2 | 14,1 | 16,7 | 16,9 | 13,8 | 9,4  | 5,1  | 1,4  | 0,9      | 6,5      | 15,9     | 9,4      | 8,2  |
| Precipitazioni (mm) | 50   | 53   | 62   | 70   | 70   | 60   | 54   | 63   | 79   | 84   | 93   | 67   | 170      | 202      | 177      | 256      | 805  |

## Storia

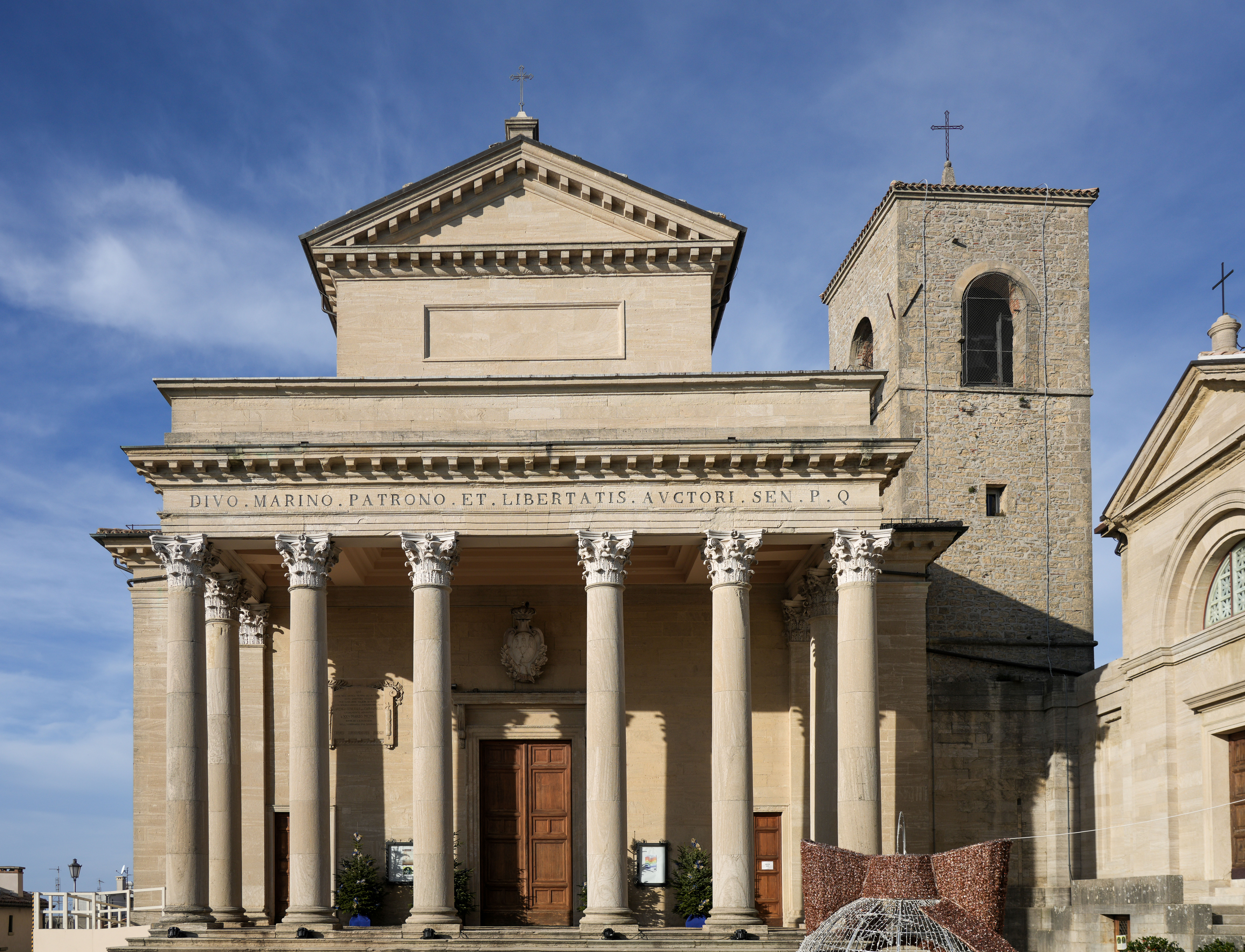
La cattedrale di San Marino

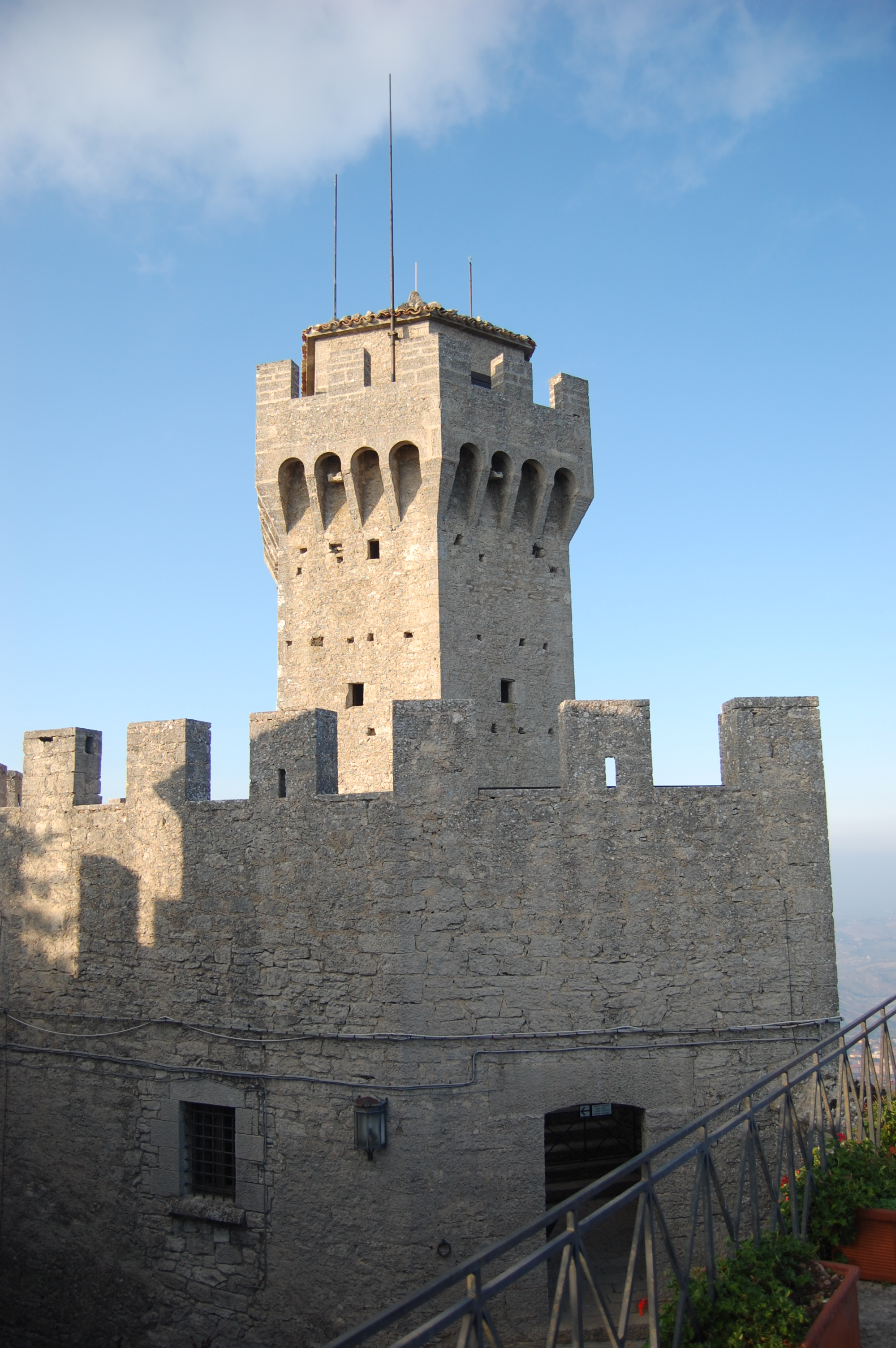
Veduta della rocca di Torre Cesta

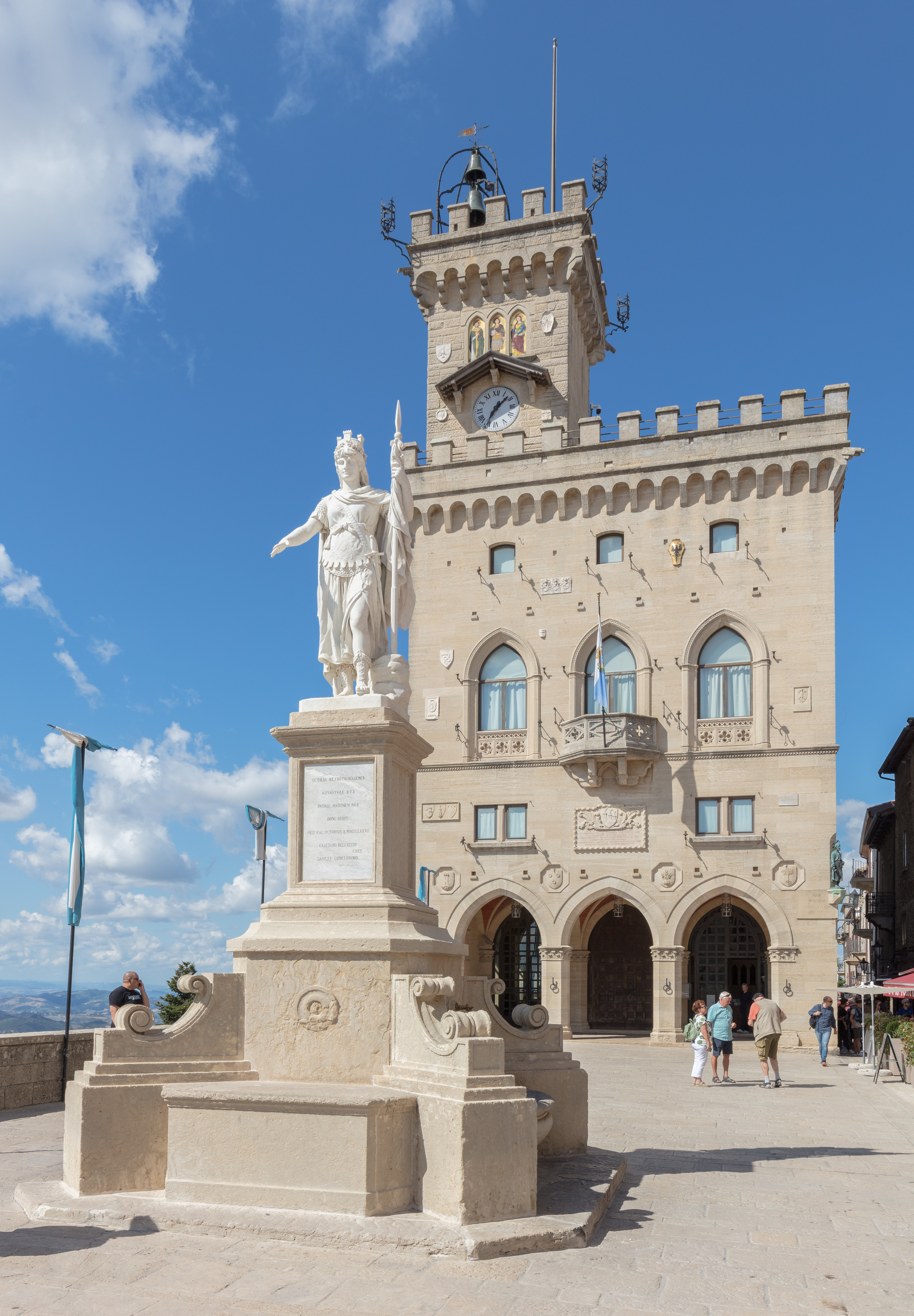
Veduta del Palazzo Pubblico di San Marino

La leggenda fa risalire la fondazione della Comunità di San Marino al 301, opera di san Marino, un immigrato dalmata nominato poi diacono dal vescovo di Rimini. Divenne praticamente indipendente nell'VIII secolo, dopo la fine dell'Esarcato bizantino, anche se giuridicamente solo secoli dopo col riconoscimento pontificio (1291 e 1463). Dopo avere ottenuto uno statuto comunale nel 1295 e l'affrancamento feudale dal vescovo del Montefeltro nel 1351, allargò il suo territorio fino ad arrivare negli odierni confini nel 1463, dopo le battaglie contro i Malatesta (Trattato di Fossombrone).

## Monumenti e luoghi d'interesse
(Credo Fitch Harris, 1912)
Il Palazzo Pubblico in stile neogotico, fu ricostruito sulle fondazioni dell'originale Domus Magna Comunis in stile romanico dall'architetto Francesco Azzurri (1894), la basilica di San Marino, la chiesa di San Francesco con annessa pinacoteca-museo del XIV secolo, la chiesa di San Pietro, il Museo di stato, l'Ara dei Volontari, il Teatro Titano. Inoltre sono visitabili due delle tre torri sul Titano.

### Chiese
- Basilica di San Marino
- Chiesa di San Francesco
- Convento di San Quirino
- Monastero di Santa Chiara (oggi ospita l'Università)
- Chiesa di San Pietro
- Chiesa vecchia dei Santi Antimo e Marino
- Parrocchia moderna di Sant'Antimo
- Chiesa di Sant'Andrea di Serravalle
- Santuario della Beata Vergine della Consolazione
- Chiesa del Sacro Cuore

### Architetture militari
- Torri di San Marino (Prima - Seconda - Terza)
- Torre di Porta San Francesco
- Porta della Fratta
- Porta Rupe

### Palazzi
- Palazzo Pubblico
- Palazzo Libertà
- Teatro Titano

### Patrimonio dell'umanità
A partire dal 2008 il centro storico è stato inserito dall'UNESCO tra i patrimoni dell'umanità, in coppia con il monte Titano. La motivazione data dal comitato parla di "testimonianza della continuità di una repubblica libera fin dal Medioevo". In particolare sono stati iscritti nel patrimonio: torri, mura, porte e bastioni, la basilica di San Marino dell'Ottocento, alcuni conventi del XIV e XVI secolo, il Teatro Titano del XVIII secolo e il Palazzo Pubblico del XIX secolo.

## Società

### Evoluzione demografica
Abitanti censiti

## Cultura

### Media
| Quotidiani | TV               | Radio                                         |
| --- | ---------------- | --------------------------------------------- |
| - Il Resto del Carlino (sede di Città di San Marino) - Lo Sportivo.sm Periodici storici - Il Popolo Sammarinese (1926-1943) - La Tribuna Sammarinese (1995-2017) - La Voce di Romagna (sede di Città di San Marino) (1998-2017) | - San Marino RTV | - Radio San Marino - Radio San Marino Classic |

## Geografia antropica

### Curazie
- Cà Berlone
- Canepa
- Casole
- Castellaro
- Montalbo
- Murata
- Santa Mustiola

## Infrastrutture e trasporti
Dal 1932 al 1944 ha operato la Ferrovia Rimini-San Marino, a scartamento ridotto, completamente finanziata dall'Italia fascista di Benito Mussolini, in seguito alla stipula di una convenzione (1927) di esercizio fra i due stati. Fu distrutta il 26 giugno 1944 dai bombardamenti della Desert Air Force durante la seconda guerra mondiale e smantellata fra il 1958 e il 1960.
Il 3 dicembre 2022 un tratto di linea, interamente ricompreso in territorio sammarinese, è stato riattivato a uso turistico.

### Funivia
La città è dotata di una funivia, che la collega con Borgo Maggiore.

### Strade
L'arteria stradale principale è la Strada statale 72 di San Marino (SS72), a due corsie per senso di marcia per quasi tutto il suo tracciato, che collega la città direttamente con Rimini.

## Amministrazione
La casa di Castello si trova in via Basilicius, 2.
Alle elezioni del 29 novembre 2020 è stato eletto come Capitano di Castello Tommaso Rossini della lista civica Uniamo San Marino, i seggi della Giunta di Castello sono stati ripartiti: cinque alla lista civica Uniamo San Marino, due a Città che Riparte e uno a Uniamocittà.
| Periodo          | Periodo          | Primo cittadino          | Partito                               | Carica               | Note |
| ---------------- | ---------------- | ------------------------ | ------------------------------------- | -------------------- | ---- |
| 13 giugno 1999   | 30 novembre 2003 | Giulietta R. Della Balda | Lista civica                          | Capitano di castello |      |
| 30 novembre 2003 | 30 novembre 2009 | Alessandro Barulli       | Lista civica                          | Capitano di castello |      |
| 30 novembre 2009 | 31 ottobre 2018  | Maria Teresa Beccari     | Lista civica Continuità e Innovazione | Capitano di castello |      |
| 1 novembre 2018  |                  | Tomaso Rossini           | Lista civica Uniamo San Marino        | Capitano di castello |      |

### Gemellaggi
- Arbe, dal 1948
- Rønne
- San Leo, dal 1995
- Contea di Nanjing, dal 2021[9]

## Sport

### Ciclismo
Città di San Marino è stata dodici volte arrivo di tappa del Giro d'Italia:
- 1951 (1º giugno): 12ª tappa, cronometro individuale, vinta dall'italiano Giancarlo Astrua.
- 1958 (1º giugno): 13ª tappa, cronometro individuale, vinta dal lussemburghese Charly Gaul.
- 1959 (27 maggio): 12ª tappa, cronometro individuale, vinta dall'italiano Nino Defilippis.
- 1964 (25 maggio): 10ª tappa, vinta dallo svizzero Rolf Maurer.
- 1965 (15 maggio): 1ª tappa, vinta dall'italiano Michele Dancelli.
- 1968 (6 giugno): 16ª tappa, cronometro individuale, vinta dall'italiano Felice Gimondi.
- 1969 (30 maggio): 15ª tappa, cronometro individuale, vinta dal belga Eddy Merckx.
- 1979 (25 maggio): 8ª tappa, cronometro individuale, vinta dall'italiano Giuseppe Saronni.
- 1987 (4 giugno): 13ª tappa, cronometro individuale, vinta dall'italiano Roberto Visentini.
- 1997 (19 maggio): 3ª tappa, cronometro individuale, vinta dal russo Pavel Tonkov.
- 1998 (27 maggio): 11ª tappa, vinta dall'italiano Andrea Noè.
- 2019 (19 maggio): 11ª tappa, cronometro individuale, vinta dallo sloveno Primož Roglič.

È inoltre il punto di arrivo della gara ciclistica Lugo-San Marino, riservata alla categoria allievi. Fino al 2010 è stata anche il punto di arrivo della soppressa Coppa Placci.

### Calcio
Le squadre del campionato di calcio sammarinese con sede a Città di San Marino sono la Società Sportiva Murata e la Società Polisportiva Tre Penne.

### Baseball

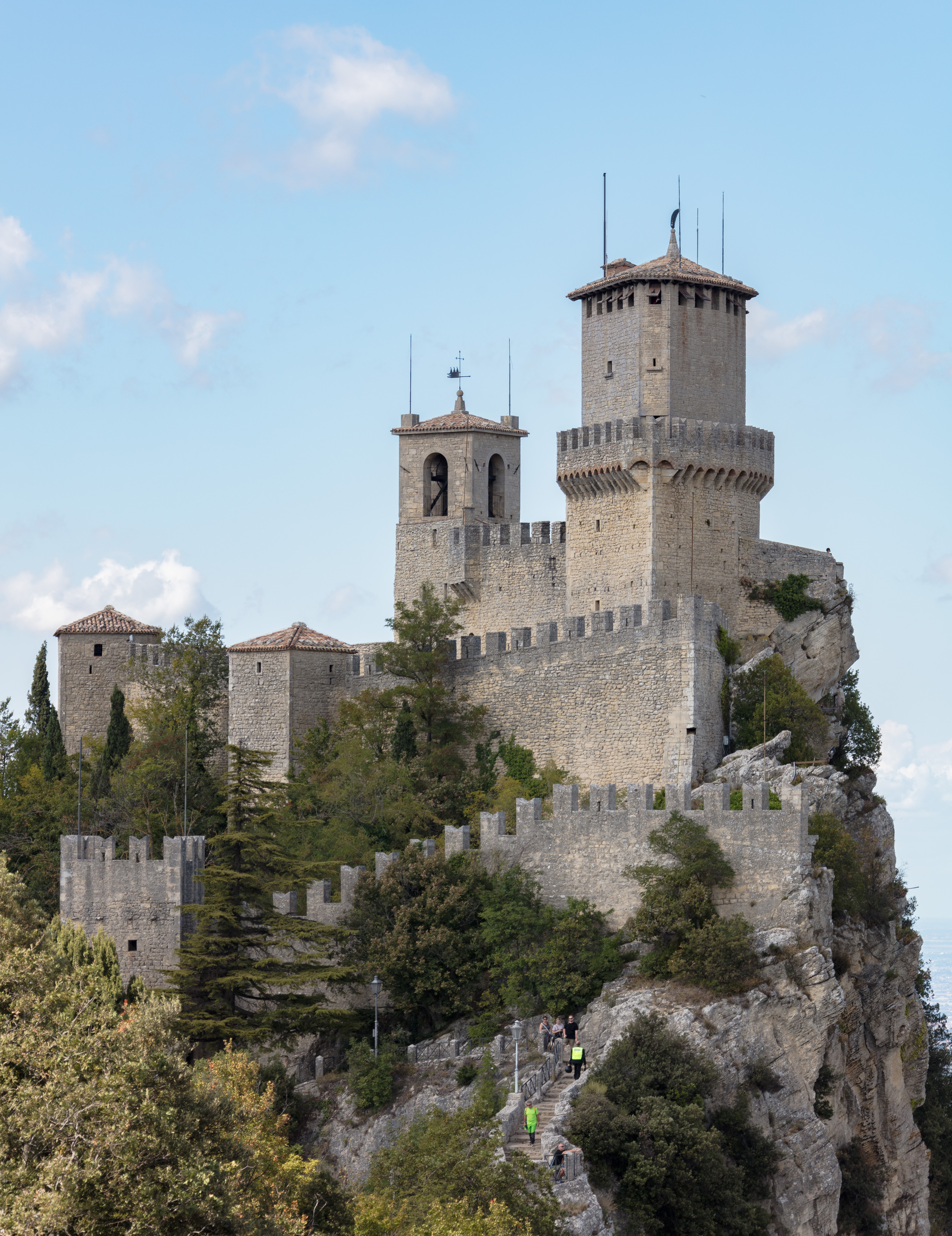
Veduta del castello e della Rocca Guaita.

La squadra cittadina di baseball è il San Marino Baseball Club, militante nella massima serie del campionato italiano di baseball. Ha in bacheca quattro scudetti (2008, 2011, 2012, 2013), due Coppe Italia (2006, 2009) e tre Coppe dei Campioni/European Champions Cup (2006, 2011, 2014). 

### La fiamma olimpica
A Città di San Marino è anche passata la Torcia olimpica dei XX Giochi olimpici invernali di Torino 2006.

## Galleria d'immagini

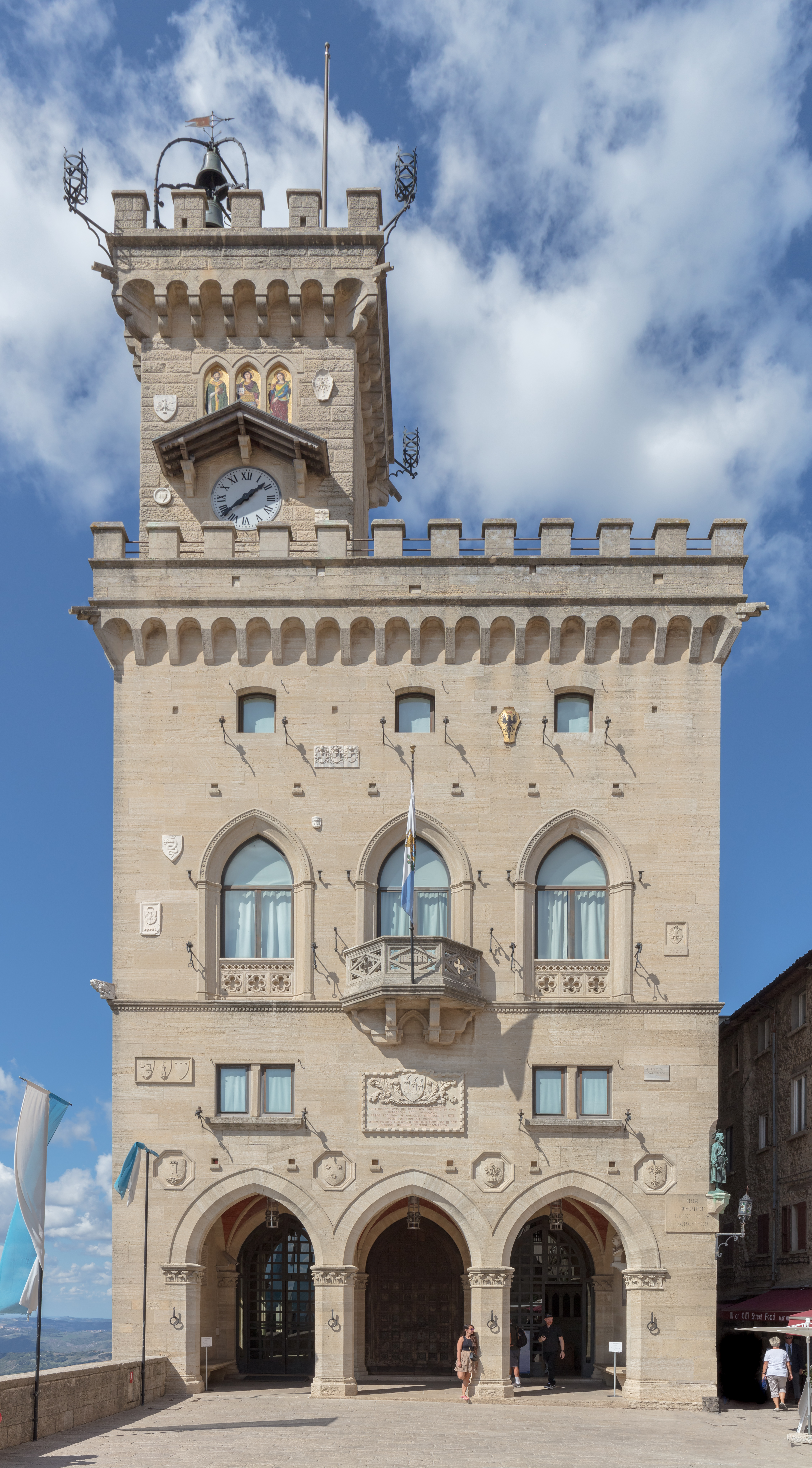
Il Palazzo Pubblico di San Marino
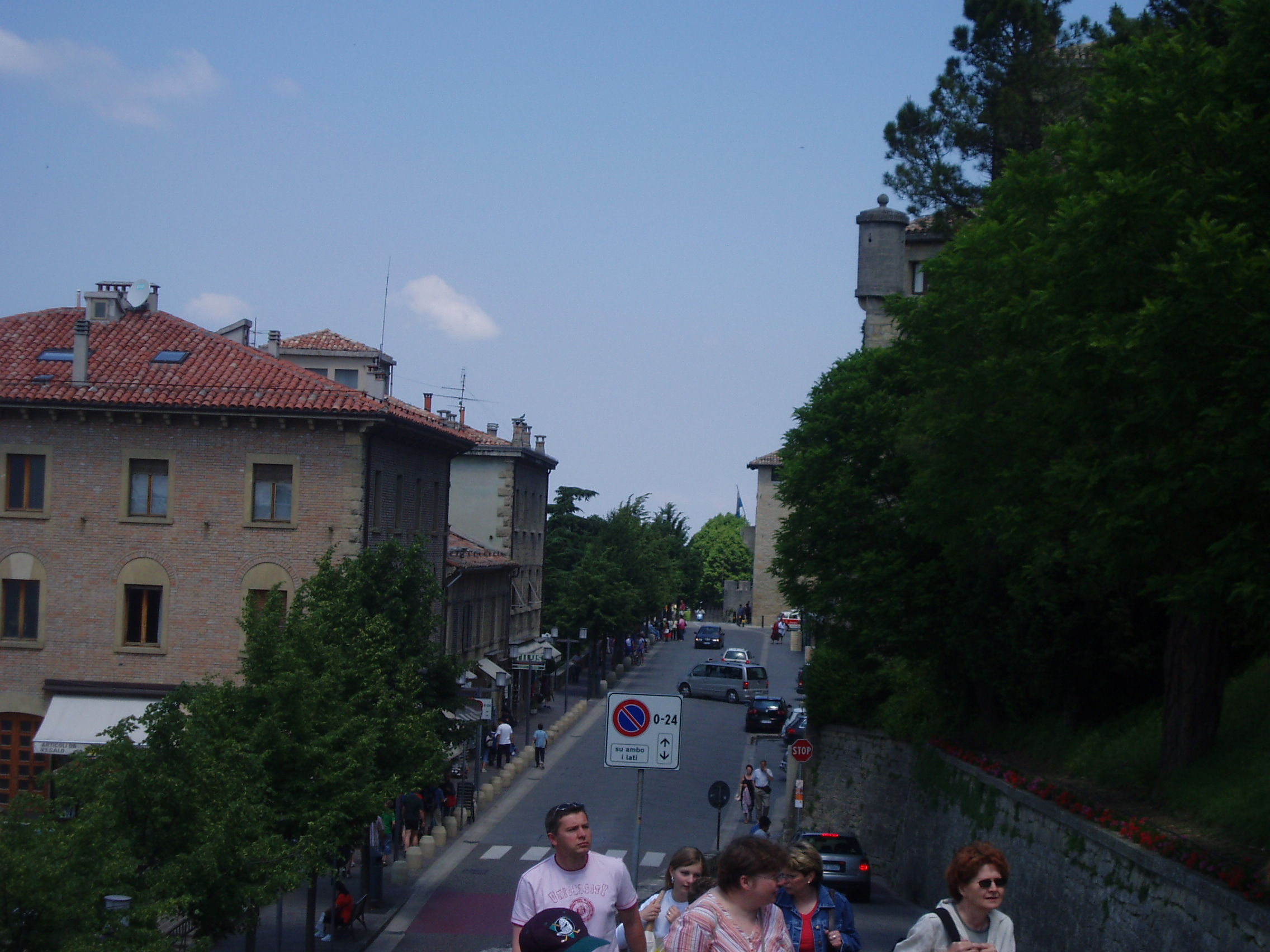
Lo Stradone, la via principale di Città
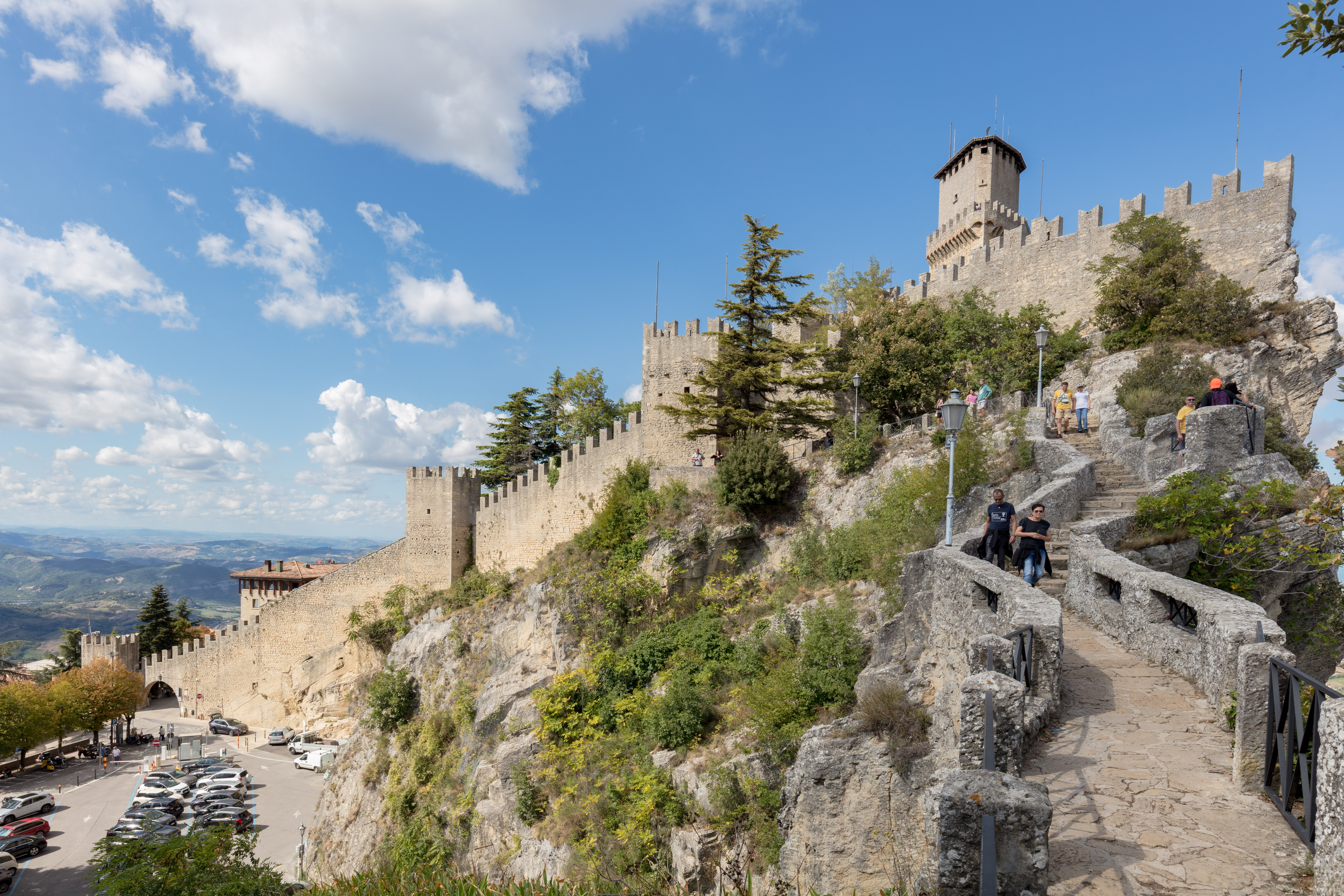
La torre Guaita
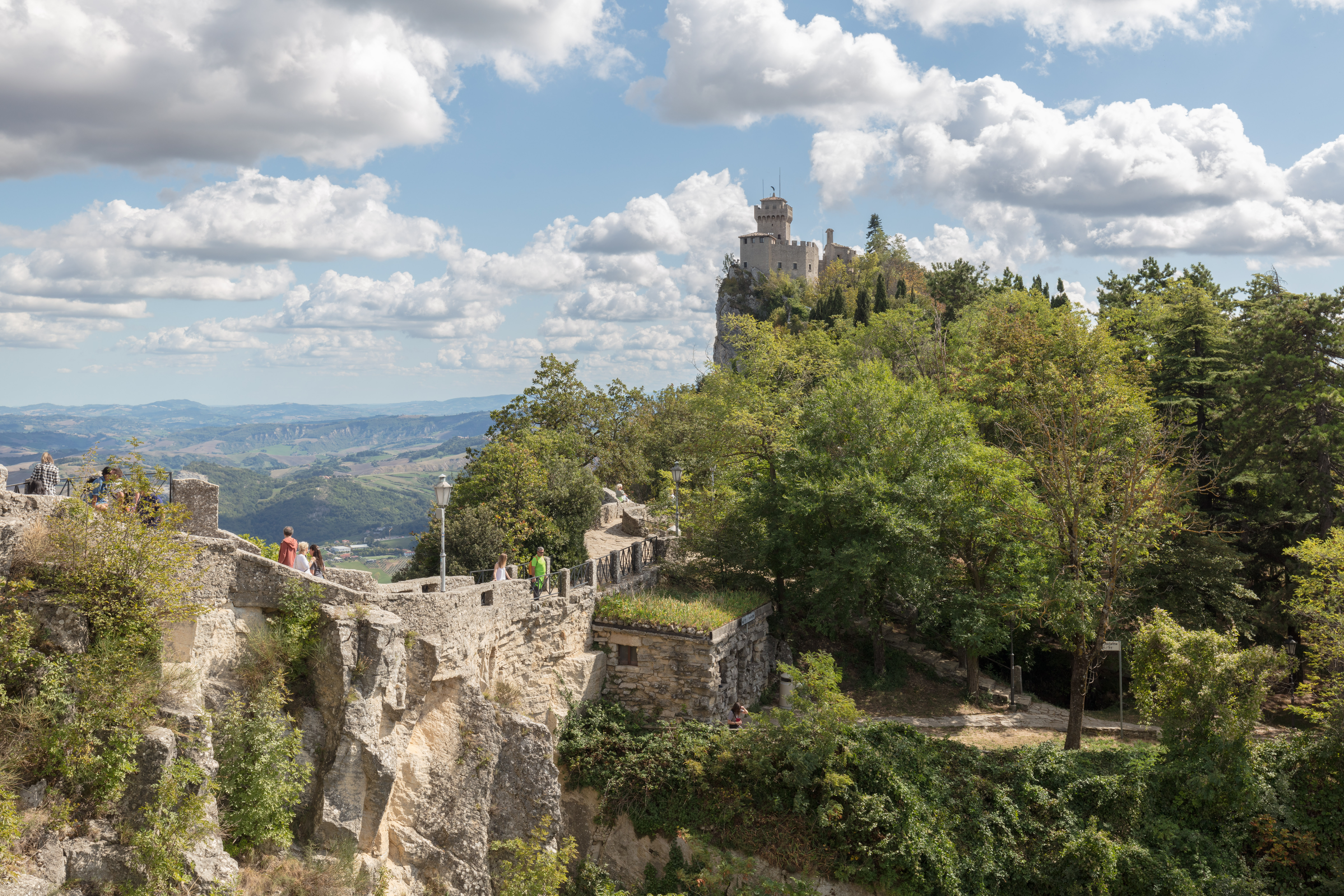
La torre Cesta
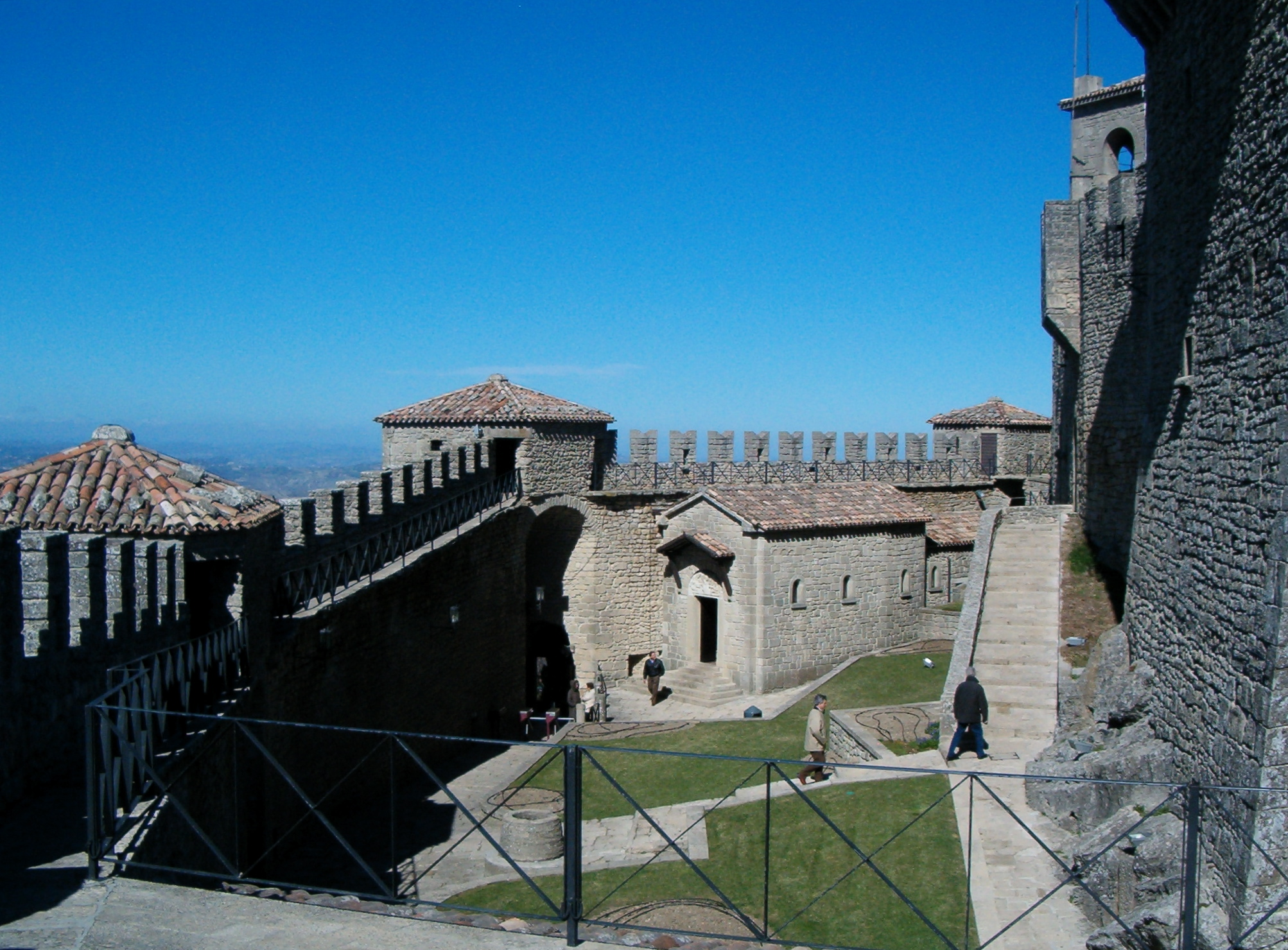
La Fortezza
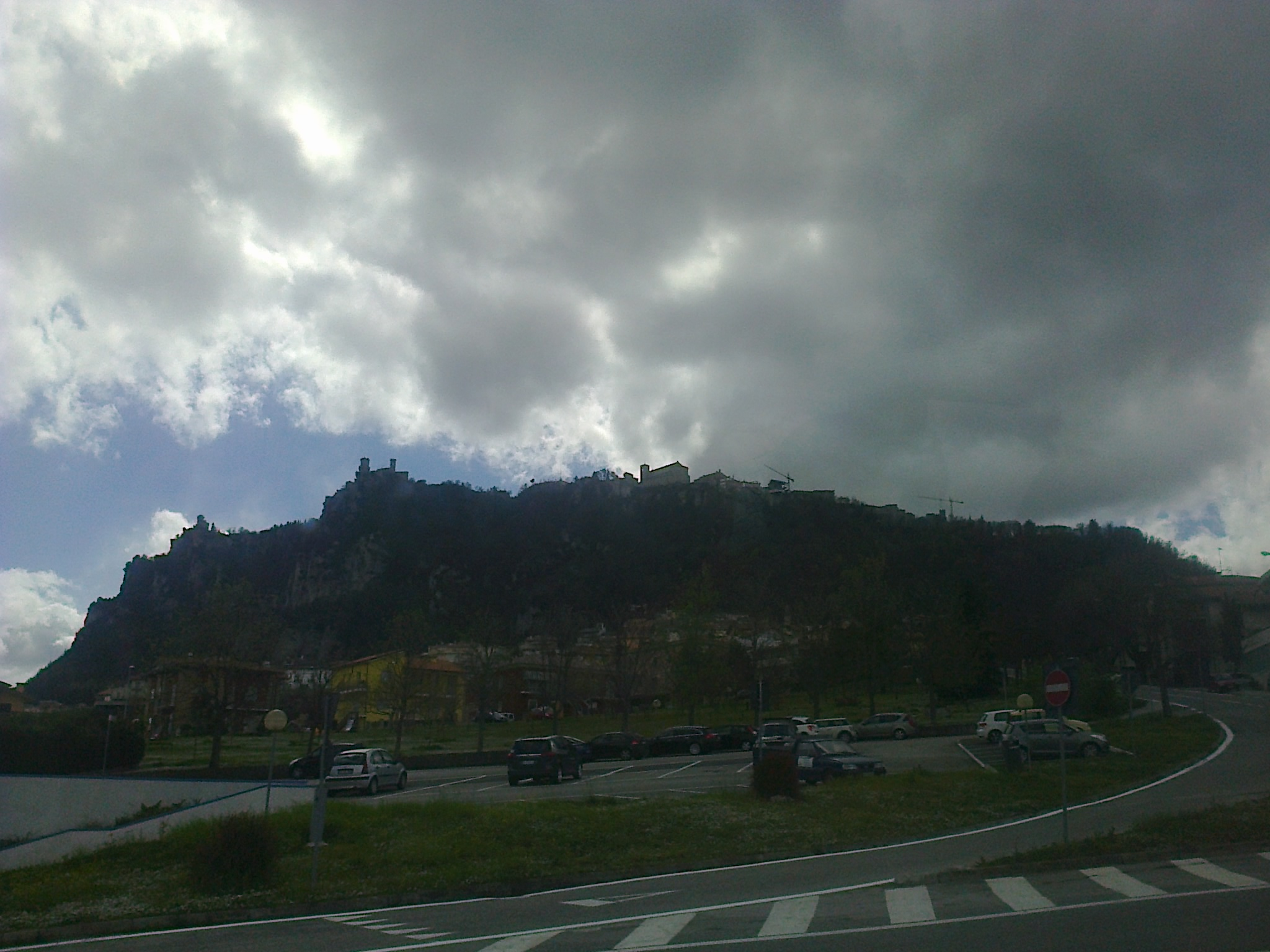
Il monte Titano
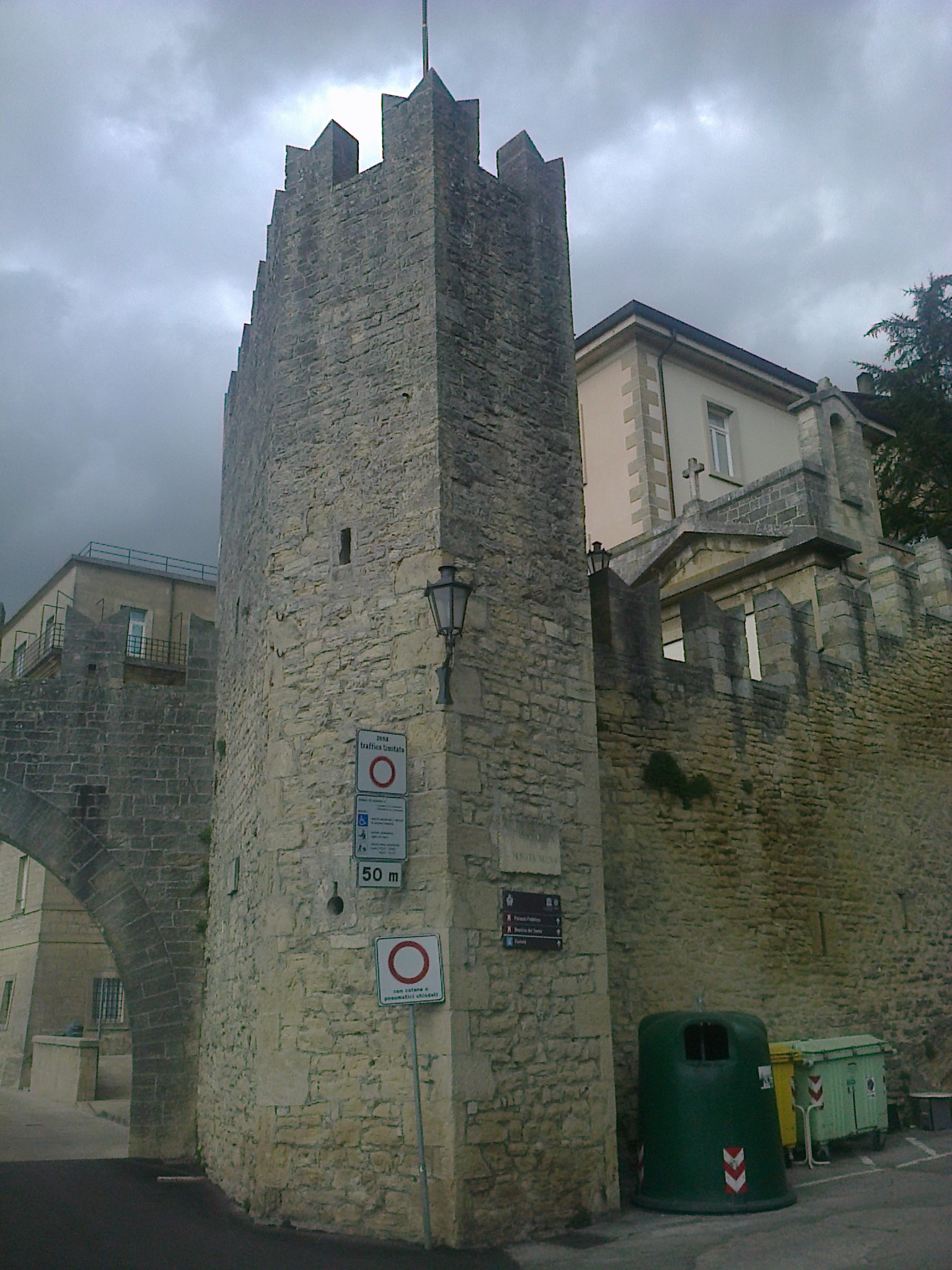
Mura cittadine
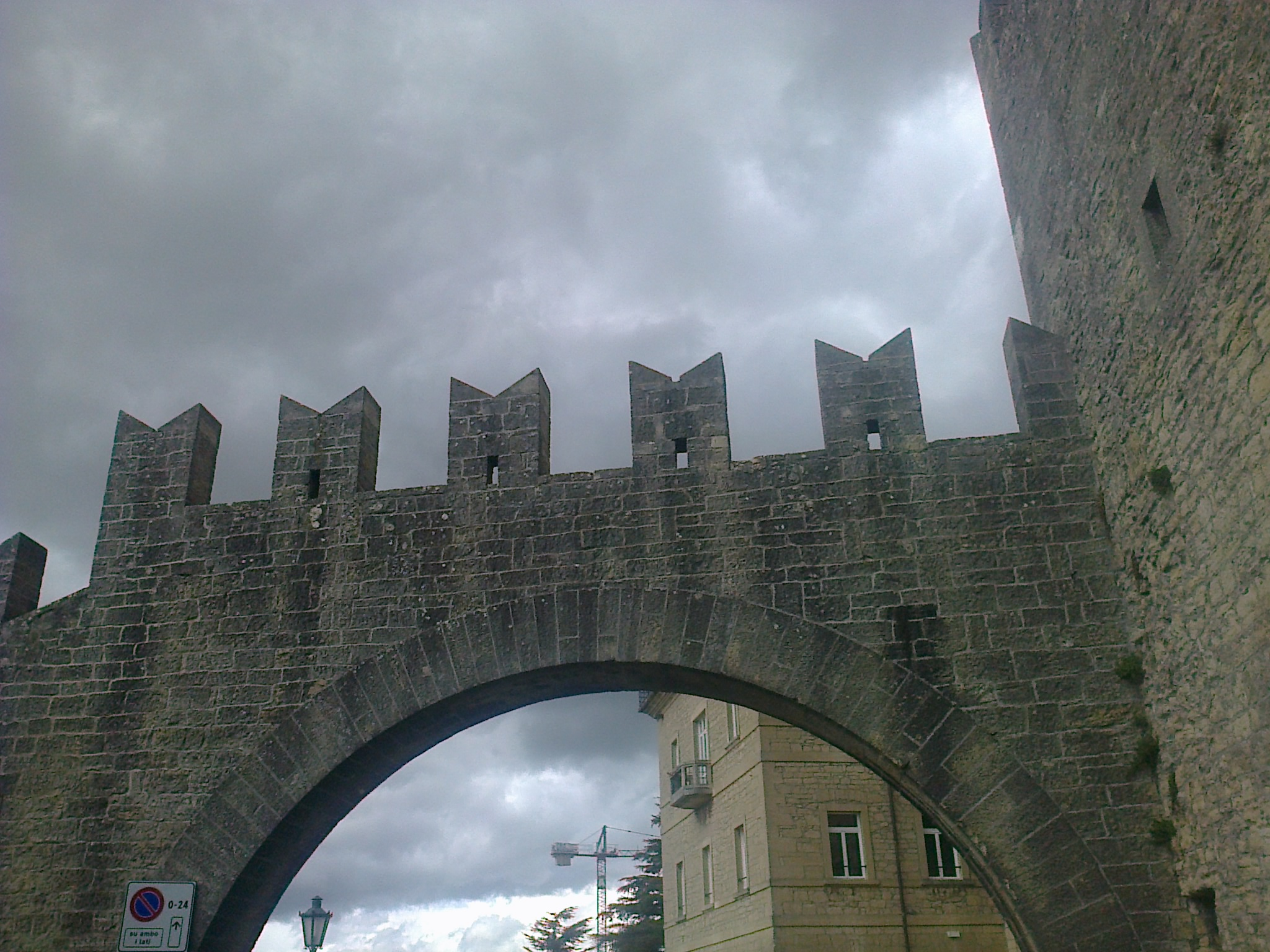
Mura cittadine
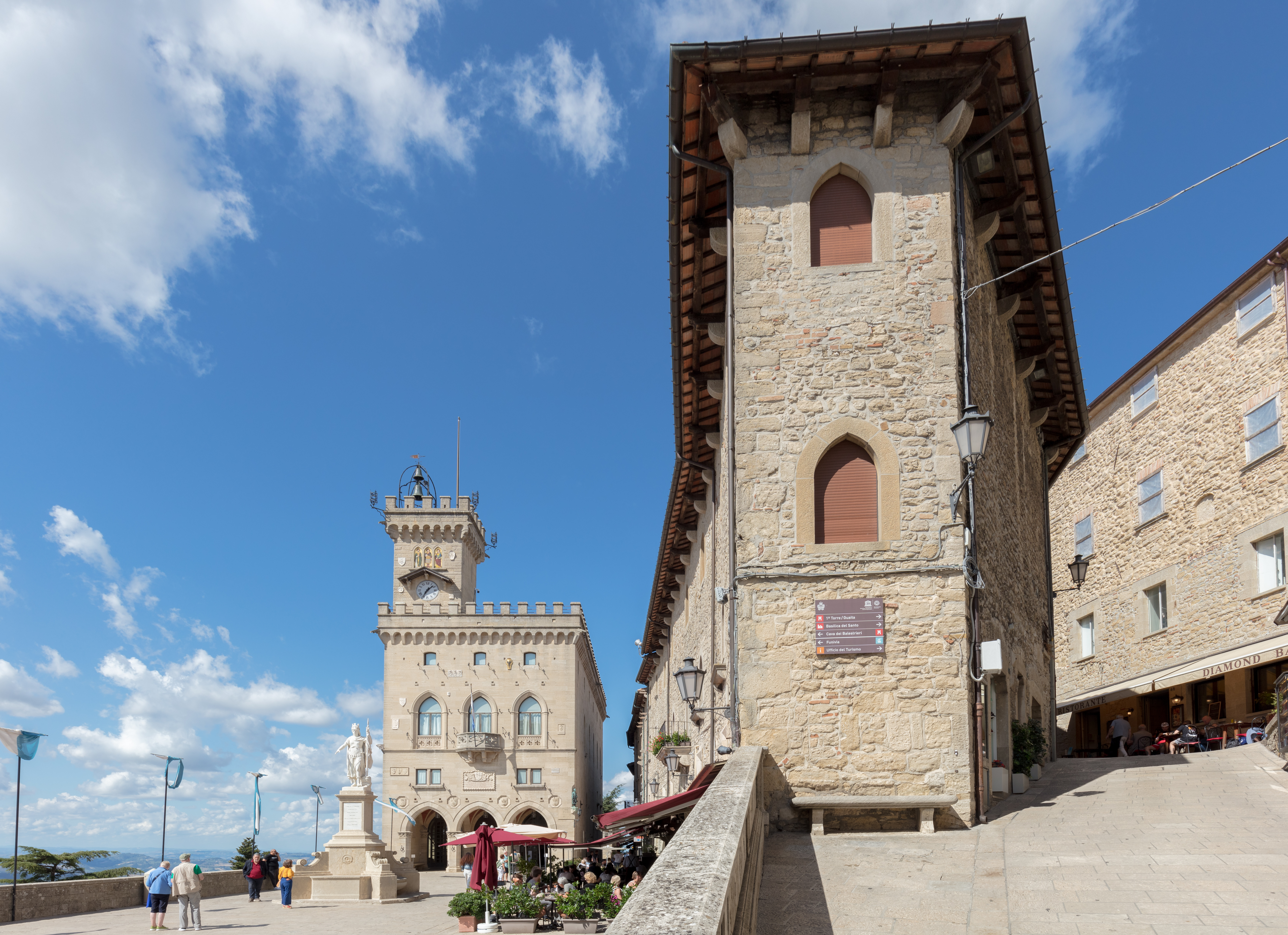
Piazza della Libertà